# 斎藤月岑

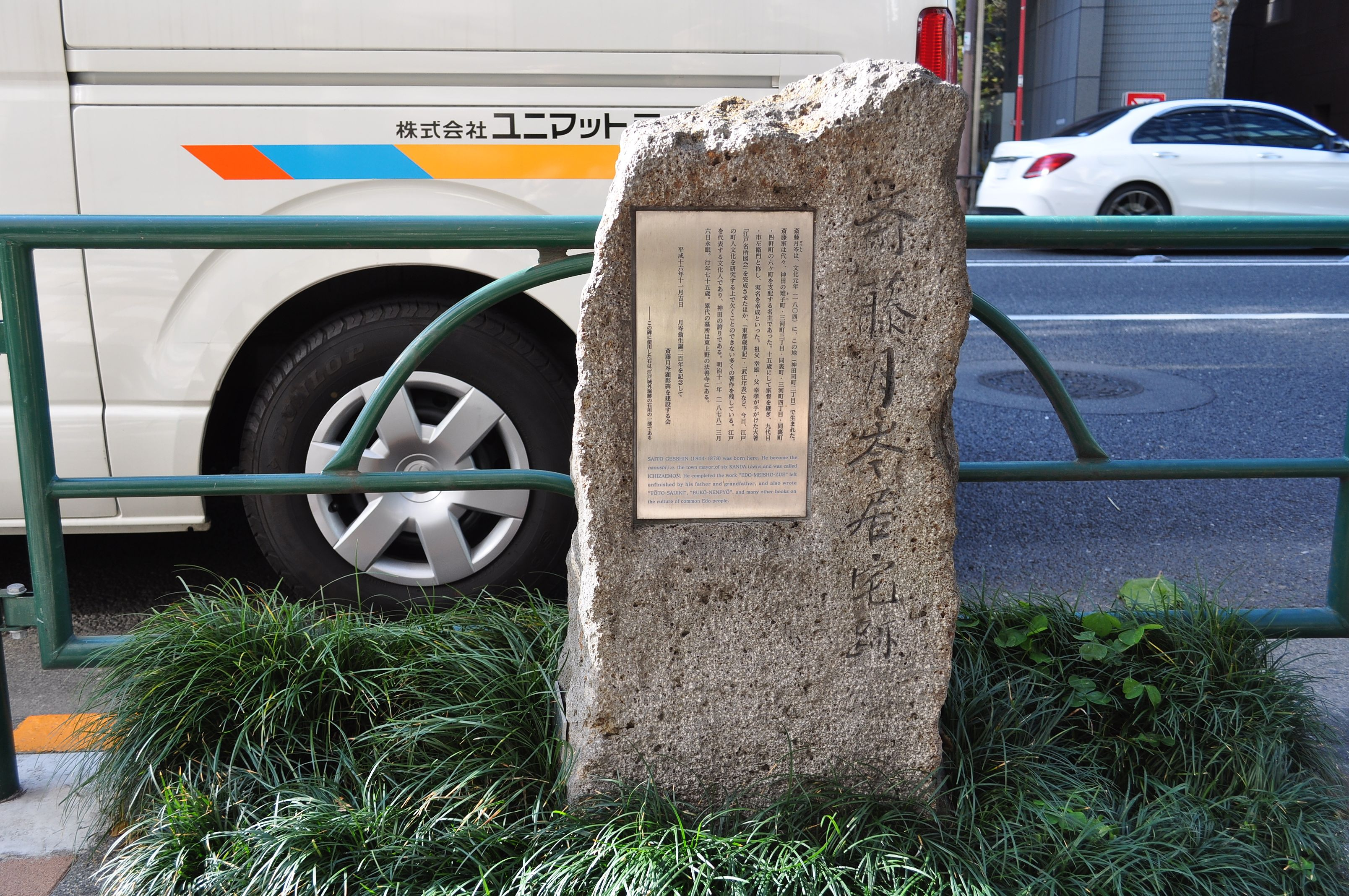
「斉藤月岑居宅跡」の碑（神田司町 2018年1月10日撮影）

斎藤 月岑（さいとう げっしん、1804年（文化元年） - 1878年（明治11年）3月6日）は江戸の町名主、考証家。幼名は鉞三郎、通称市左衛門、名は幸成、号は月岑、別号に翟巣・松濤軒。『江戸名所図会』『武江年表』など、江戸の町についての基本資料を著述したことで知られる。

## 経歴
神田の町名主の家に生まれた。斎藤家は徳川家康の江戸入府（1590年（天正18年））以前からの名主であり、草創名主として幕府からも一目置かれていた家柄である。
1817年（文化14年）前後、漢学者日尾荊山、国学者上田兼憲、画家谷口月窓に入門し、文化人としての素養を身につけた。
1818年（文化15年）3月9日、父が47歳で急死すると、15歳で家を継いだ。以後、町名主を続けながら精力的に著作を続けた。
晩年は2度にわたる妻の死や、養子との確執とその急死などで家庭的には恵まれなかったともいう。嘉永2年4月、斎藤月岑の養子亀之丞と幕府御菓子司の宇都宮内匠家の娘のおてつが婚姻したが、同月下旬に離縁となった。同年の5月20日、月岑娘のおはるが15歳で病死した。7月初頭に亀之丞が失踪し、月岑は人を使って捜索し、神田明神に祈る日々を送ったが、8月に亀之丞が高野山にいることが判明し、人に伴われて9月に帰宅した。
幸雄・幸孝・幸成三代の墓所は東上野の法善寺にある。神田司町2丁目には月岑の記念碑（淡路町交差点と神田児童公園の中間）がある。

## 著作
- 『江戸名所図会』（7巻20冊）

祖父・長秋（幸雄）の代から書き始められ、父・莞斎（幸孝）、月岑（幸成）と三代にわたって完成した労作である。初め長秋は『東都名所図会』という題名で刊行を志していたものの、1799年（寛政11年）10月4日に63歳で病死する。後を継いだ婿養子の莞斎も早世したために、その刊行は月岑に託された。序文は亀田綾瀬と 片岡寛光。長谷川雪旦の挿画を付して1834-1836年に刊行された。日本橋から始まり、江戸の各町について由来や名所を記し、近郊の武蔵野、川崎、大宮、船橋などにも筆が及んでいる。江戸の町についての一級資料である。
- 『東都歳事記』（4巻）

1838年刊行。江戸の年中行事を記したもの。長谷川雪旦・雪堤の挿絵を付す。
- 『声曲類纂』（5巻6冊）

1847年刊行。浄瑠璃で用いられる曲についての考証で、音楽史の基礎資料である。
- 『武江年表』（12巻）

徳川家康が江戸入府以後の江戸における事件・風俗・社会事情などの広範な記事を年表形式にして纏めたものである。1850年（嘉永3年）に一度完成したものの、後に明治維新の変革を迎えたために、追加の記事が加えられて1878年（明治11年）1月に1873年（明治6年）までの分が完成された。
- 『斎藤月岑日記』

1830年（文政13年）から45年間にわたる日記。東京大学史料編纂所所蔵。

## 校訂本
- 藤田徳太郎校訂『声曲類纂』、岩波文庫、1941年、度々復刊
- 鈴木棠三・朝倉治彦校註『江戸名所図会』（全6巻）、角川文庫、1966年、新装復刊1989年
- 金子光晴校訂『武功年表』（全2巻）平凡社東洋文庫、1968年
- 朝倉治彦校訂『東都歳事記』（全3巻）平凡社東洋文庫、1970年
- 市古夏生・鈴木健一校訂『江戸名所図会』（全8巻・別巻2）、ちくま学芸文庫、1997年、復刊2009年
- 東京大学史料編纂所『齋藤月岑日記』（全10巻）、岩波書店、1997年 - 2016年
- 市古夏生・鈴木健一校訂『新訂 東都歳事記』（上下）、ちくま学芸文庫、2001年
- 今井金吾校訂『武江年表』（上中下）、ちくま学芸文庫、2003年
- 『東都歳事記　現代語訳』小林祥次郎訳・解説、角川ソフィア文庫、2024年